# Wolfram Alpha
Wolfram Alpha (även skrivet Wolfram|Alpha och WolframAlpha) är ett sökmotorliknande internetverktyg som utvecklats av Wolfram Research.
Wolfram Alpha är ett fråga-svarprogram ("Question answering", QA). Det ger automatiserade svar på konkreta frågor som ställs i s.k. naturligt språk, dvs utan att användaren matar in sin fråga med hjälp av datoranpassad kod eller ett för datorbruk formaliserat språk. Vertyget användes on-line och är konstruerat så att det ska ge ett direkt svar på den ställda frågan, tillsammans med ett urval av relevant kringinformation. En vanlig, semantisk, sökmotor fungerar i stället så att den ger svar på en fråga (sökordet eller söksatsen) genom att ge anvisning om ett antal webbsidor som kan innehålla svaret på frågan. Användaren får sedan själv söka igenom webbsidorna för att få ett konkret svar. 
En användare av Wolfram Alpha skriver in sin begäran om information i ett textfält, då Alpha bearbetar data och försöker lämna ett direkt svar i en lämplig presentationsform (text, tabell, diagram), från data i egen databas. Denna databas innehåller uppgifter som är strukturerade specifikt för fråga-svarprocessen.
En konventionell sökmotor använder sig av en mycket stor databas som byggs upp genom att kontinuerligt genomsöka och indexera en stor del av webbsidorna på Internet. Wolfram Alpha använder sig av en i jämförelse mindre databas. Urval och strukturering för denna databas kräver en viss grad av manuellt arbete, till skillnad från den automatiserade inmatning som karaktäriserar konventionella sökmotorer.
Wolfram Alpha drivs av Stephen Wolframs företag Wolfram Research och bygger på företagets programvara för lösning av matematiska problem, Mathematica, som i sin ursprungliga form lanserades 1988. Wolfram Alpha består av cirka 5 miljoner rader Mathematica-kod.

## Lansering
Söktjänsten lanserades i maj 2009 med en databas som planeras att utökas successivt. Användbarheten begränsas av den takt som databasen hinner utökas i och av att vissa typer av frågor lämpar sig mindre bra för denna sorts verktyg. Det är till exempel svårt att generera svar som innebär en bedömning eller som baseras på motsägelsefull information i databasen.

## Exempel
En begärd information, "Population Iceland" ger följande svar:
- 331.996 (2013 estimate)
- ett diagram med befolkningsutveckling sedan 1970 och ett långtidsdiagram med befolkningsutveckling sedan 1703
- en tabell med vissa kringuppgifter om befolkningstäthet, medianålder med mera
- en tabell med information om antal medborgare i de största städerna på Island
- en tabell med jämförelser, t.ex. Islands befolkning jämfört med Macaos befolkning

## Konkurrens med andra internetverktyg
Avsikten med Wolfram Alpha är att snabbt tillgodose ett informationsbehov, som formulerats på ett enkelt sätt. I så måtto konkurrerar verktyget både med semantiska sökmotorer av Google-typ och med online-uppslagsverk av Wikipedia-typ. Det kan ses som ett verktyg som kan ge mera precisa och djupare svar i en informationssökning, samtidigt som det ibland kräver en mer preciserad fråga och har ett - åtminstone tills vidare - smalare tillämpningsområde. 
IBM har annonserat att företaget håller på att utveckla ett liknande fråga-svarprogram, Watson.[uppföljning saknas]

## Fotnoter
1. ↑   IBM Pressmeddelande 2009-04-27